# Tong (organisation)
Tong är en typ av kinesisk sammanslutning som liknar den italienska maffian. De livnär sig på brottslig verksamhet, ofta i kombination med laglydig sådan.